# EDTMP
L’EDTMP, ou acide éthylènediaminetétraméthylène phosphonique, est un acide phosphonique agissant comme chélatant, à l'instar de l'EDTA dont il est le phosphonate analogue. Il possède également une action anti-corrosion.
L'EDTMP est normalement distribué sous forme de sel en raison de la faible solubilité de la forme acide dans l'eau. Il est trois à cinq fois plus efficace contre la corrosion que les polyphosphates inorganiques, et possède une bonne stabilité à la fois chimique et thermique. Il demeure afficace jusqu'à 200 °C.
Il possède huit atomes d'hydrogène labiles susceptibles de laisser place à huit charges négatives lui permettant de chélater de nombreux ions métalliques. Il prévient notamment les dépôts de sulfate de calcium CaSO4 et de sulfate de baryum BaSO4.